# Daniił Elmień
Daniił Siemionowicz Elmień (ros. Даниил Семёнович Эльмень, ur. 16 grudnia 1885 we wsi Ismendery w guberni kazańskiej, zm. 3 września 1932 we wsi Ilinka w Czuwaskiej ASRR) – czuwaski i radziecki polityk.

## Życiorys
W latach 1907–1917 działał w partii eserowców, 1907 został aresztowany, 1907-1911 i 1914-1917 służył w rosyjskiej armii, 1917-1918 działał w Partii Lewicowych Eserowców. W lutym 1918 został przewodniczącym Komitetu Wykonawczego Rady Powiatowej Jadrina, od 18 maja 1920 do czerwca 1920 kierował Wydziałem Czuwaskim przy Ludowym Komisariacie ds. Narodowości RFSRR, od września 1918 należał do RKP(b). Od 4 lutego do listopada 1920 był przewodniczącym Czuwaskiego Komitetu Rewolucyjnego, od 7 października 1920 do 25 lutego 1921 przewodniczącym Tymczasowego Czuwaskiego Komitetu Obwodowego RKP(b) i jednocześnie od 10 listopada 1920 do 1921 przewodniczącym Komitetu Wykonawczego Obwodowej Rady Czuwaskiej Komuny Pracowniczej. Od 15 października 1922 do 10 maja 1924 był sekretarzem odpowiedzialnym Czuwaskiego Komitetu Obwodowego RKP(b), 1924-1929 studiował w Instytucie Czerwonej Profesury, uzyskał tytuł docenta, od 1929 do końca życia był docentem katedry ekonomii politycznej Niżnonowogrodzkiego Uniwersytetu Komunistycznego i Niżnonowogrodzkiego Instytutu Pedagogicznego.